# 660
| [ Edytuj tabelę ]          |                                           |
| Cesarz Bizancjum           | - 641 Konstans II 668                     |
| Cesarz Chin                | - 649 Tang Gaozong 683                    |
| Król Deiry                 | - 655 Alfrid 664                          |
| Król Essexu                | - 653 Sigeberht II 660 - 660 Swithelm 664 |
| Król Franków w Austrazji   | - 656 Dagobert II 661                     |
| Król Franków w Neustrii    | - 658 Chlotar III 673                     |
| Cesarz Japonii             | - 655 Kōgyoku 661                         |
| Kalif                      | - 656 Ali ibn Abi Talib 661               |
| Król Kentu                 | - 640 Earconbert 664                      |
| Patriarcha Konstantynopola | - 654 Piotr 666                           |
| Władca Korei               | - 642 Pojang 668                          |
| Król Longobardów           | - 653 Aripert I 661                       |
| Król Mercji                | - 658 Wulfhere 675                        |
| Papież                     | - 657 Witalian 672                        |
| Król Wizygotów             | - 649 Recceswint 672                      |

Rok 660 / DCLX
stulecia: VI wiek ~
VII wiek ~
VIII wiek

lata: 650 «
655 «
656 «
657 «
658 «
659 «
660
» 661
» 662
» 663
» 664
» 665
» 670

## Wydarzenia
Europa
- Swithelm z Esseksu został władcą Królestwa Essex.
- Childeryk II został proklamowany królem Austrazji.

Azja
- Na półwyspie Koreańskim państwo Silla podbiło Baekje.

## Urodzili się
- Qingyuan Xingsi, chiński mistrz chan

## Zmarli
- 1 grudnia – Eligiusz z Noyon, biskup Noyonu i Tournai, misjonarz, święty Kościoła katolickiego i ewangelickiego (ur. ok. 588)